# Adolf Croneborg
Adolf Hjalmar Fredrik Croneborg, född 2 september 1900 i Stockholm, död 2 januari 1983, var en svensk diplomat.

## Biografi
Croneborg avlade  studentexamen 1918, juris kandidatexamen i Uppsala 1924 och gjorde tingstjänstgöring i Östersysslets domsaga 1924–1927 innan han blev attaché vid Utrikesdepartementet (UD) 1927. Croneborg tjänstgjorde i Paris 1928, Helsingfors 1929, var andre sekreterare vid UD 1931, utrikesministerns sekreterare 1933–1934 och förste sekreterare 1936. Han blev byråchef 1942 (tillförordnad 1939), legationsråd i Rom 1945 samt utrikesråd och chef för UD:s personalavdelning 1947. Croneborg var därefter sändebud i Ankara 1951–1959, hade särskilt uppdrag vid UD 1959–1962 och var sändebud i Kairo 1962–1966. Han blev korresponderande ledamot av Kungliga Vitterhets Historie och Antikvitets Akademien 1976.
Adolf Croneborg var son till kanslerssekreteraren Otto Croneborg av släkten Croneborg och grevinnan Charlotte Wachtmeister. Han var bror till kommendör Rutger Croneborg. Adolf Croneborg gifte sig 1929 med Lolly von Geijer (1898–1994), dotter till borgmästaren Knut von Geijer och Esther Henckel. Han var far till departementsrådet Rütger Croneborg (1929–2019), sjukgymnasten Sigrid Croneborg Lunell (1932–2017), Christina Horn af Åminne (född 1936) och direktör Fredrik Croneborg (född 1940).

## Utmärkelser
Croneborgs utmärkelser:
- Kommendör av 1. klass av Nordstjärneorden (KNO1kl)

Storkorset av Egyptiska Förtjänstorden (StkEgyptFO)  
- Kommendör av 1. graden av Danska Dannebrogorden (KDDO1gr)
- Kommendör av 1. klass av Finlands Lejons orden (KFinlLO1kl)
- Kommendör av Ungerska republikens Förtjänstorden med stjärna (KUngRFOmstj)
- Kommendör av Finlands Vita Ros’ orden (KFinlVRO)
- Kommendör av Italienska kronorden (KItKrO)
- Kommendör av Lettiska Tre stjärnors orden (KLettSO)
- Kommendör av Norska Sankt Olavsorden (KNS:tOO)
- Officer av Tunisiska orden Nichan-Iftikhar (OffTunNI)